# Alexander Blessin
Alexander Blessin (Stoccarda, 28 maggio 1973) è un allenatore di calcio ed ex calciatore tedesco, di ruolo attaccante, tecnico del St. Pauli.

## Caratteristiche tecniche
Da allenatore predilige il modulo 3-5-2, anche se ha utilizzato varie volte il 4-4-2 e il 4-2-3-1. Le sue squadre si distinguono per la grande intensità, la spinta sugli esterni e per il pressing sui portatori di palla avversari, nonché per una organizzata e solida fase difensiva.

## Carriera

### Allenatore

#### Club

##### Gli esordi
Nel 2012, subito dopo il ritiro dal calcio giocato, viene assunto nelle giovanili dell'RB Lipsia. Nel 2020 assume il ruolo di tecnico dell'Ostenda, club della massima serie belga, con cui si piazza quinto in campionato nella stagione regolare e terzo ai play-off di secondo livello, sfiorando l'accesso alla UEFA Conference League. Tale risultato gli consente di vincere il premio come Allenatore dell'anno.

##### Genoa
Il 19 gennaio 2022 viene ingaggiato dal Genoa, in quel momento penultimo in Serie A con 12 punti, che paga la clausola di rescissione di 1,5 milioni di euro. Firma un contratto fino al 2024, andando a sostituire l'esonerato Andrij Shevchenko e ritrovando il direttore sportivo Johannes Spors, ex capo area scouting dell'RB Lipsia. Tre giorni dopo debutta sulla panchina rossoblù, ottenendo un pareggio a reti bianche contro l'Udinese. Nei successivi sei incontri ottiene altrettanti pareggi mentre la sua prima vittoria in campionato avviene il 19 marzo contro il Torino per 1-0. Il 4 aprile seguente trova, invece, la prima sconfitta per mano del Verona,  e il 15 maggio, con la sconfitta per 3-0 rimediata contro il Napoli, retrocede in Serie B. Termina il campionato al penultimo posto con 28 punti, 16 dei quali raccolti in altrettante partite della sua gestione.
Grazie al gioco convincente della squadra dal suo arrivo, viene confermato per la stagione seguente. Dopo un buon inizio, il 6 dicembre la dirigenza esonera Blessin a causa di un periodo negativo in cui raccoglie 2 punti in 5 partite; l’allenatore tedesco lascia i Grifoni quinti in classifica con 23 punti raccolti in 15 partite.

##### Union Saint-Gilloise
Il 3 luglio 2023, Blessin viene nominato tecnico dell’Union Saint-Gilloise, club della massima serie belga, con cui firma un contratto biennale. In campionato, si piazza primo nella classifica finale della stagione regolare, per poi condurre la squadra al secondo posto finale nei play-off, a un solo punto dal Club Bruges, qualificandosi così ai preliminari di UEFA Champions League. In Europa League, la squadra arriva terza nel proprio girone, accedendo quindi alla Conference League, da cui viene eliminata per mano del Fenerbahçe agli ottavi. Vince invece la Coppa del Belgio, superando l'Anversa per 1-0 e consentendo al club di vincere la sua prima coppa dopo 110 anni, nonché il suo primo trofeo dopo 89 anni.

##### St. Pauli
Il 27 giugno 2024, Blessin viene ufficialmente ingaggiato come nuovo tecnico del St. Pauli, neo-promosso in Bundesliga.

## Statistiche

### Statistiche da allenatore
Statistiche aggiornate al 16 agosto 2025.
| Stagione         | Squadra              | Campionato       | Campionato | Campionato | Campionato | Campionato | Coppe nazionali | Coppe nazionali | Coppe nazionali | Coppe nazionali | Coppe nazionali | Coppe continentali | Coppe continentali | Coppe continentali | Coppe continentali | Coppe continentali | Altre coppe | Altre coppe | Altre coppe | Altre coppe | Altre coppe | Totale | Totale | Totale | Totale | % Vittorie | Piazzamento      |
| Stagione         | Squadra              | Comp             | G          | V          | N          | P          | Comp            | G               | V               | N               | P               | Comp               | G                  | V                  | N                  | P                  | Comp        | G           | V           | N           | P           | G      | V      | N      | P      | %          | Piazzamento      |
| ---------------- | -------------------- | ---------------- | ---------- | ---------- | ---------- | ---------- | --------------- | --------------- | --------------- | --------------- | --------------- | ------------------ | ------------------ | ------------------ | ------------------ | ------------------ | ----------- | ----------- | ----------- | ----------- | ----------- | ------ | ------ | ------ | ------ | ---------- | ---------------- |
| 2020-2021        | Ostenda              | PL               | 34+6       | 15+2       | 8+1        | 11+3       | CB              | 2               | 1               | 0               | 1               | -                  | -                  | -                  | -                  | -                  | -           | -           | -           | -           | -           | 42     | 18     | 9      | 15     | 42,86      | 5º               |
| 2021-gen. 2022   | Ostenda              | PL               | 21         | 7          | 2          | 12         | CB              | 2               | 1               | 0               | 1               | -                  | -                  | -                  | -                  | -                  | -           | -           | -           | -           | -           | 23     | 8      | 2      | 13     | 34,78      | Resc. cons.      |
| Totale Ostenda   | Totale Ostenda       | Totale Ostenda   | 55+6       | 22+2       | 10+1       | 23+3       |                 | 4               | 2               | 0               | 2               |                    | -                  | -                  | -                  | -                  |             | -           | -           | -           | -           | 65     | 26     | 11     | 28     | 40,00      |                  |
| gen.-giu. 2022   | Genoa                | A                | 16         | 3          | 7          | 6          | CI              | -               | -               | -               | -               | -                  | -                  | -                  | -                  | -                  | -           | -           | -           | -           | -           | 16     | 3      | 7      | 6      | 18,75      | Sub. 19° (retr.) |
| ago.-dic. 2022   | Genoa                | B                | 15         | 6          | 5          | 4          | CI              | 2               | 2               | 0               | 0               | -                  | -                  | -                  | -                  | -                  | -           | -           | -           | -           | -           | 17     | 8      | 5      | 4      | 47,06      | Eson.            |
| Totale Genoa     | Totale Genoa         | Totale Genoa     | 31         | 9          | 12         | 10         |                 | 2               | 2               | 0               | 0               |                    | -                  | -                  | -                  | -                  |             | -           | -           | -           | -           | 33     | 11     | 12     | 10     | 33,33      |                  |
| 2023-2024        | Union Saint-Gilloise | PL               | 30+10      | 21+4       | 7+2        | 2+4        | CB              | 6               | 5               | 0               | 1               | UEL+UECL           | 8+4                | 4+2                | 2+1                | 2+1                | -           | -           | -           | -           | -           | 58     | 36     | 12     | 10     | 62,07      | 2º               |
| 2024-2025        | St. Pauli            | BL               | 34         | 8          | 8          | 18         | CG              | 2               | 1               | 0               | 1               | -                  | -                  | -                  | -                  | -                  | -           | -           | -           | -           | -           | 36     | 9      | 8      | 19     | 25,00      | 14º              |
| 2025-2026        | St. Pauli            | BL               | 0          | 0          | 0          | 0          | CG              | 1               | 0               | 1               | 0               | -                  | -                  | -                  | -                  | -                  | -           | -           | -           | -           | -           | 1      | 0      | 1      | 0      | &0,00      | in carica        |
| Totale St. Pauli | Totale St. Pauli     | Totale St. Pauli | 34         | 8          | 8          | 18         |                 | 3               | 1               | 1               | 1               |                    | -                  | -                  | -                  | -                  |             | -           | -           | -           | -           | 37     | 9      | 9      | 19     | 24,32      |                  |
| Totale carriera  | Totale carriera      | Totale carriera  | 166        | 66         | 40         | 60         |                 | 15              | 10              | 1               | 4               |                    | 12                 | 6                  | 3                  | 3                  |             | -           | -           | -           | -           | 193    | 82     | 44     | 67     | 42,49      |                  |

## Palmarès

### Allenatore

#### Club
- Coppa del Belgio: 1

Union Saint-Gilloise: 2023-2024

#### Individuale
- Allenatore dell'anno della Pro League: 1

2020-2021